# Mazeppa (Liszt, szimfonikus költemény)

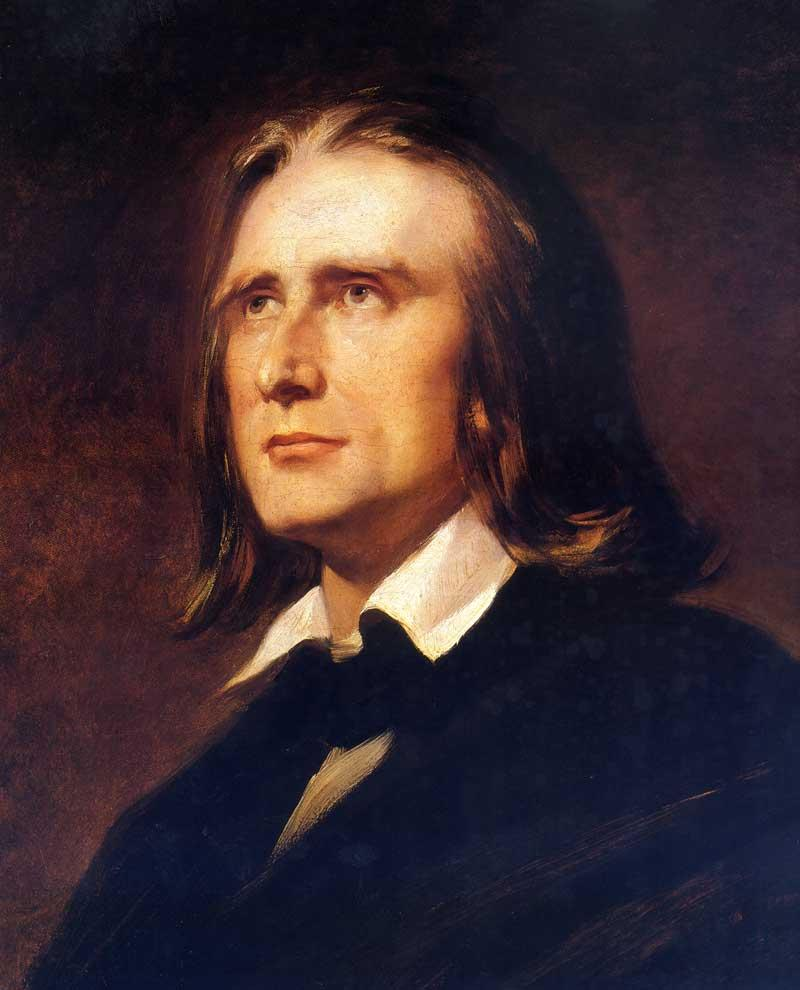
Liszt 1856-ban

A Mazeppa Liszt Ferenc hatodik szimfonikus költeménye, amely Victor Hugo költeménye nyomán született 1851-ben. Az 1854. évi bemutatón, a weimari Udvari Színházban, Liszt vezényelt. Műjegyzékszáma: S.100.

## A mű születése
Mazeppa idealizált történetét Liszt Victor Hugo Keleti énekek (Les Orientales) című kötetében, 1829-ben megjelent költeményéből ismerte meg, azt nem tudni, ismerte-e a korábban megjelent George Byron-költeményt is. Az egyébként meglehetősen ellentmondásos egyéniség, Mazepa (eredetileg így írják a nevét) sorsát a romantika költői a művészi sorssal állították párhuzamba, és ennek megfelelően dolgozták fel. A történet röviden a következő: Mazeppát, a kozák hetmant elfogja az ellenség, és egy megvadított lóhoz kötözik. A paripa árkon-bokron, erdőn-mezőn át vágtat az eszméletlen Mazeppával, míg össze nem rogy. A Mazeppára rátaláló emberek a sok szenvedést kiálló hőst vezérükké választják.
A valódi történetet nem ismerő Liszt érdeklődését is felkeltette a kozák hadvezér, és már a 15 éves korában megjelent tizenkét zongoratanulmánya között (Étude en 48 exercices dans tous les tons majeurs et mineurs – Etűd 48 gyakorlatban, minden dúr és moll hangnemben) – a Transzcendens etűdök első változatában – is megtalálható az etűd, bár még cím nélkül, de még az 1837-es verzióban sincs címe. Arról, hogy a zongoradarab ihlető forrása már ekkor valóban Mazeppa története lett volna, ellentétes vélemények vannak. Boronkay Antal szerint „szinte elképzelhetetlen, hogy ne az Hugo-költemény állt volna a mű hátterében”. Hamburger Klára szerint viszont: „A Mazeppa zenéje a programhoz utólag való igazítás egyik példája.” A darabot Liszt 1847-ben önálló darabként kiadta, immár Mazeppa címmel, és Victor Hugónak dedikálta.
Liszt a zongoraműből – még a Transzcendens etűdök végleges változatának elkészülte évében, 1851-ben megírta a zenekari változatot Weimarban. A darab hangszerelését Liszt famulusa, Joachim Raff végezte el, de a partitúrát az ekkor már a zenekart jól ismerő, és így kiváló hangszerelővé érett Liszt a bemutató után átdolgozta. A darab bemutatója 1854. április 16-án volt Weimarban, az Udvari Színházban, Liszt vezényelt. A mű 1856-ban jelent meg a Breitkopf und Härtelnél, élettársának, Carolyne zu Sayn-Wittgenstein hercegnének szóló ajánlással.

## A zene
A szimfonikus költemény tulajdonképpen a negyedik transzcendens etűd zenekari feldolgozása, de a zenekari mű kibővül a program teljes végigkövetésével (a zongoradarabban Liszt csak a jellegzetes indulótéma variációit alkalmazta), azaz a vágta, a szenvedés után – jellegzetes liszti vonás – a diadal képét is megfesti. A zenekari mű erőteljes, lendületes darab, a zongoraetűdhöz képest harsányabb, amiben Liszt számos naturalisztikus elemet alkalmazott (ostorpattintás, a ló nyerítése, összerogyása stb.). A mű alaphangneme d (az elején d-moll, a végén D-dúr), miközben a metruma gyakran változik, ahogy az egyre gyorsuló vágtát érzékelteti.
A mű ostorpattintás hangjával indul, majd rövid bevezető után, a 36. ütemtől harsonákon, a tubán és a mély vonósokon mutatkozik be a főtéma. Ezt követően, a 122. ütemtől egy nyugodtabb szakasz következik, de ez még mindig az indulótéma feldolgozása. Rövid átvezető után Liszt – kis-szekunddal feljebb tolva – az egész részt megismétli. A főtéma feldolgozásával fokozódik a vágta, amit nagy zenekari tutti és ritmusváltás érzékeltet. A 384. ütemtől lassul a tempó, meg-megakadó kromatikus menetek és tompa üstdobütések jelzik a paripa összeesését. Trombitaszó jelzi a megmentésre érkező embereket, majd két új, a zongoraetűdben nem szereplő dallamon mutatkozik meg az újjászületés és a vezérré választás témája. A szimfonikus költemény nagyszabású befejezése ismét a főtémából alakul, és „magyar moll” jellegű kadencia zárja.
A hangszerelés: piccolo, két fuvola, két oboa, angolkürt, két klarinét, basszusklarinét, három fagott, négy kürt, három trombita, két tenorharsona, egy basszusharsona, tuba, üstdob, triangulum, cintányér, nagydob és vonósok.
Liszt a műből zongoraátiratot is készített, két (S.511c) és négy kézre (S.594), valamint két zongorára (S.640).